# 米仓山隧道 (银昆高速)
米仓山隧道是中华人民共和国 银昆高速公路的穿越米仓山的特长隧道，连接了四川省巴中市南江县关坝镇与陕西省汉中市南郑区小南海镇，是巴陕高速公路（即银昆高速的巴中至川陕界段）的重点控制性工程。隧道为双洞四车道高速公路隧道，左线长13,833米，右线长13,792米，隧道上方为米仓山国家森林公园，其中约3公里在陕西境内，四川境内约10.8公里。隧道于2013年10月9日开工，2018年8月9日双向贯通，同年11月22日通车，通车时是中国境内仅次于陕西秦岭终南山隧道的第二长高速公路隧道，2021年被同在银昆高速北方的秦岭天台山隧道超过。